# محمد عبد اللاوي
محمد «موا» عبد اللاوي (بالنرويجية البوكمول: Mohammed Abdellaoue)‏ (مواليد 23 أكتوبر 1985 في أوسلو) هو لاعب كرة قدم نرويجي دولي معتزل أجاد اللعب في خط الهجوم.

## نبذة شخصية
ولد محمد عبد اللاوي في أوسلو في 23 أكتوبر 1985 ب أوسلو لأبوين مغربيين ، و هو من أصول ريفية ( منطقة الريف ) مغربية .

## مسيرته مع الأندية
لعب في فريق أشبال نادي هاسله/لورين حتى عام 2000، ثم انتقل إلى أشبال فريق سكايد، وبعد موسمين انتقل إلى الفريق الأول لسكايد، وبقي به حتى عام 2007، وبعدها انتقل إلى فريق فاليرينغا في الفترة بين عامي 2008 و2010. ولمحمد عبد اللاوي أخ اسمه مصطفى يلعب كرة القدم أيضا.
وتمكن نادي هانوفر الألماني من جلب محمد عبد اللاوي من نادي فاليرينغا في العاصمة النرويجية أوسلو في شهر أغسطس 2010 ووقع معه عقدا لمدة أربعة أعوام. وأعرب حينها ميركو سلومكا المدير الفني لفريق هانوفر عن سعادته بهذه الصفقة وقال إن «محمد عبد اللاوي لاعب سريع ومهاجم خطير».
أما عبد اللاوي نفسه فتعهد بتسجيل الأهداف وبذل الجهد من أجل ذلك. ولعب عبد اللاوي أساسيا في أولى مباريات الدوري الألماني في موسم 2010–11، وسجل في ثاني مباراة له في 28 أغسطس 2010 هدف فوز فريقه هانوفر على فريق شالكه في مباراة انتهت 2-1 لصالح هانوفر، وبلغ عدد أهدافه مع هانوفر في الموسم الماضي 10 أهداف في 26 مباراة لعبها. ويتألق عبد اللاوي مع منتخب بلاده النرويج واختير أفضل لاعب في النرويج عام 2010. هدف عبد اللاوي في 23 أكتوبر 2011 في شباك بايرن ميونيخ وضع حد لعذرية شباك مانويل نوير التي ظلت قبل ذلك بدون هدف في ثماني مباريات متتالية في الدوري الألماني.
في 7 ديسمبر 2017 اعتزل كرة القدم بسبب الإصابات.

## أهداف دولية
مصدر:
| # | التاريخ        | المكان                       | الخصم          | التسجيل | النتيجة | المنافسة                     |
| - | -------------- | ---------------------------- | -------------- | ------- | ------- | ---------------------------- |
| 1 | 3 سبتمبر 2010  | لاوغاردالسفولور، ريكيافيك    | آيسلندا        | 1–2     | فوز     | تصفيات بطولة أمم أوروبا 2012 |
| 2 | 12 أكتوبر 2010 | ملعب ماكسيمير، زغرب          | كرواتيا        | 2–1     | خسارة   | مباراة ودية                  |
| 3 | 10 أغسطس 2011  | ملعب أوليفول، أوسلو          | جمهورية التشيك | 3–0     | فوز     | مباراة ودية                  |
| 4 | 10 أغسطس 2011  | ملعب أوليفول، أوسلو          | جمهورية التشيك | 3–0     | فوز     | مباراة ودية                  |
| 5 | 2 سبتمبر 2011  | ملعب أوليفول، أوسلو          | آيسلندا        | 1–0     | فوز     | تصفيات بطولة أمم أوروبا 2012 |
| 6 | 14 نوفمبر 2012 | ملعب فيرينتس بوشكاش، بودابست | المجر          | 2–0     | فوز     | مباراة ودية                  |
| 7 | 14 أغسطس 2013  | فريندز أرينا، ستوكهولم       | السويد         | 2–4     | خسارة   | مباراة ودية                  |

## وصلات خارجية
- محمد عبد اللاوي على موقع IMDb (الإنجليزية)
- محمد عبد اللاوي على موقع الاتحاد الأوربي (الإنجليزية)
- محمد عبد اللاوي على موقع اتحاد النرويج (النرويجية)
- محمد عبد اللاوي على موقع قاعدة بيانات كرة القدم.إي يو (الإنجليزية)
- محمد عبد اللاوي على موقع بيانات كرة القدم. دي إي (الألمانية)
- محمد عبد اللاوي على موقع ناشيونال فوتبول تيمز (الإنجليزية)
- محمد عبد اللاوي على موقع Soccerway.com (الإنجليزية)
- محمد عبد اللاوي على موقع عالم كرة القدم.نت (الإنجليزية)
- محمد عبد اللاوي على موقع AS.com (الإسبانية)